# Positions
Positions (Eigenschreibweise positions) ist ein Lied der US-amerikanischen Sängerin Ariana Grande aus dem Jahre 2020. Die erste Singleauskopplung ihres gleichnamigen sechsten Studioalbums wurde von London on da Track, TBHits und Mr. Franks produziert und von diesen gemeinsam mit der Interpretin sowie Angelina Barrett, Nija Charles, Killah B und James Jarvis geschrieben.

## Musik und Text
Bei Positions handelt es sich um einen im Trap-Genre angesiedelten Popsong mit Contemporary R&B-Anstrich, der mit einem einprägsamen, durchgängig gespielten Gitarrenriff unterlegt und durch einen eingängigen Refrain geprägt ist. Der Beat besteht zudem aus 808 Bass Drums, Claps, Hi-Hats sowie Grillenzirpen. Gegen Ende des Liedes überlappt sich der Chorus mit einer Gesangseinlage Grandes im Pfeifregister. Das Lied endet mit einem Fadeout der instrumentalen Musik. Inhaltlich dreht sich der Song um Ariana Grandes Willen zur Flexibilität in ihrer Beziehung. Sie nimmt sich vor, dass diese nicht so scheitern wird wie ihre vergangenen, und wolle nun im Haushalt sowie in ihrem gemeinsamen Familien- und Sexualleben alles geben und dabei verschiedene Rollen einnehmen.

## Musikvideo
Der unter der Regie von Dave Meyers gedrehte Videoclip zu Positions zeigt Ariana Grande in der Rolle der Präsidentin der Vereinigten Staaten. Dabei geht sie verschiedenen Tätigkeiten nach, die mehr oder weniger typisch für dieses Amt sind, mimt aber auch die privaten Momente, die sich abseits der Öffentlichkeit im Weißen Haus abspielen. Auffällig ist, dass sich hierbei ihre Haltung stark unterscheidet: gibt sie sich etwa in Verhandlungen, Pressekonferenzen oder Ordensverleihungen aufrecht, seriös und beherrscht, ist sie im Schlafzimmer, beim Kochen oder beim Gassigehen frei, nahbar und locker. In einer Einstellung sitzt sie so im Oval Office mit den Füßen auf dem Tisch und lacht mit ihren Freunden.

## Kritiken
Positions erhielt sowohl durchschnittliche, als auch mitunter sehr positive Kritiken. Es wurde bemerkt, das Lied sei überraschenderweise angenehm simpel und leicht; stilistische Vergleiche wurden mit Justin Biebers Album Changes gezogen. Unter anderem wurde es als eingängig, verführerisch und radiotauglich, allerdings nicht besonders herausstechend beschrieben. Andere Stellen meinten jedoch, dass das Lied mutig eine neue Ära im Schaffen Grandes einleiten würde und sogar ihre beste Leadsingle darstelle. Zwar wäre die Mischung aus Pop, Trap und R&B eine Fortführung der Stilistik ihres Albums Thank U, Next, allerdings wäre die luftig leichte Art des Stückes ein starker Kontrast zur Schwere des 2019 erschienenen Werkes. Besonders hervorgehoben wurde der Ohrwurmcharakter des Liedes und seine Tauglichkeit als Hit im Streamingzeitalter. Es wurde zudem als ein Höhepunkt seines Albums wahrgenommen. Einhellig gepriesen wurde das Musikvideo des Liedes, welches als ausgesprochener Blockbuster betitelt wurde und insbesondere durch seinen Veröffentlichungszeitpunkt kurz vor der Präsidentschaftswahl in den Vereinigten Staaten 2020 ein Thema von tagesaktueller medialer Relevanz aufgriff.

## Kommerzieller Erfolg

### Chartplatzierungen
Mit dem Nummer-eins-Erfolg von Positions in den US-amerikanischen Billboard Hot 100 wurde die Sängerin zum ersten Künstler, von dem fünf Lieder direkt an der Spitze der Chartliste einsteigen konnten sowie zur ersten Person, der dies mit drei Singles innerhalb eines Jahres gelang.
| ChartsChartplatzierungen       | Höchstplatzierung | Wochen |
| ------------------------------ | ----------------- | ------ |
| Deutschland (GfK)              | 9 (12 Wo.)        | 12     |
| Österreich (Ö3)                | 7 (11 Wo.)        | 11     |
| Schweiz (IFPI)                 | 5 (19 Wo.)        | 19     |
| Vereinigte Staaten (Billboard) | 1 (29 Wo.)        | 29     |
| Vereinigtes Königreich (OCC)   | 1 (21 Wo.)        | 21     |

| ChartsJahrescharts (2021)      | Platzierung |
| ------------------------------ | ----------- |
| Vereinigte Staaten (Billboard) | 14          |
| Vereinigtes Königreich (OCC)   | 91          |

### Auszeichnungen für Musikverkäufe
| Land/Region                  | Auszeichnungen für Musikverkäufe (Land/Region, Auszeichnung, Verkäufe) | Verkäufe  |
| ---------------------------- | ---------------------------------------------------------------------- | --------- |
| Australien (ARIA)            | 4× Platin                                                              | 280.000   |
| Belgien (BRMA)               | Gold                                                                   | 20.000    |
| Brasilien (PMB)              | 4× Diamant                                                             | 640.000   |
| Dänemark (IFPI)              | Platin                                                                 | 90.000    |
| Deutschland (BVMI)           | Gold                                                                   | 200.000   |
| Frankreich (SNEP)            | Platin                                                                 | 200.000   |
| Griechenland (IFPI)          | Platin                                                                 | 20.000    |
| Italien (FIMI)               | Gold                                                                   | 35.000    |
| Kanada (MC)                  | 6× Platin                                                              | 480.000   |
| Mexiko (AMPROFON)            | 5× Gold                                                                | 150.000   |
| Neuseeland (RMNZ)            | Platin                                                                 | 30.000    |
| Norwegen (IFPI)              | 2× Platin                                                              | 120.000   |
| Österreich (IFPI)            | Platin                                                                 | 30.000    |
| Polen (ZPAV)                 | 2× Platin                                                              | 100.000   |
| Portugal (AFP)               | Platin                                                                 | 10.000    |
| Schweden (IFPI)              | Platin                                                                 | 80.000    |
| Spanien (Promusicae)         | Platin                                                                 | 60.000    |
| Ungarn (MAHASZ)              | Gold                                                                   | 2.000     |
| Vereinigte Staaten (RIAA)    | 2× Platin                                                              | 2.000.000 |
| Vereinigtes Königreich (BPI) | Platin                                                                 | 600.000   |
| Insgesamt                    | 5× Gold · 27× Platin · 4× Diamant ·                                    | 5.147.000 |

Hauptartikel: Ariana Grande/Auszeichnungen für Musikverkäufe